# Бутрева
Бу́трева (болг. Бутрева) — село в Пазарджицькій області Болгарії. Входить до складу общини Велинград.

## Населення
За даними перепису населення 2011 року у селі проживали 179 осіб.
Національний склад населення села:
| Національність   | Кількість осіб | Відсоток |
| ---------------- | -------------- | -------- |
| болгари          | 106            | 59,2%    |
| турки            | 72             | 40,2%    |
| інша             | 0              | 0%       |
| Всього відповіли | 179            |          |

Розподіл населення за віком у 2011 році:
Динаміка населення: